# Ludwig Windthorst

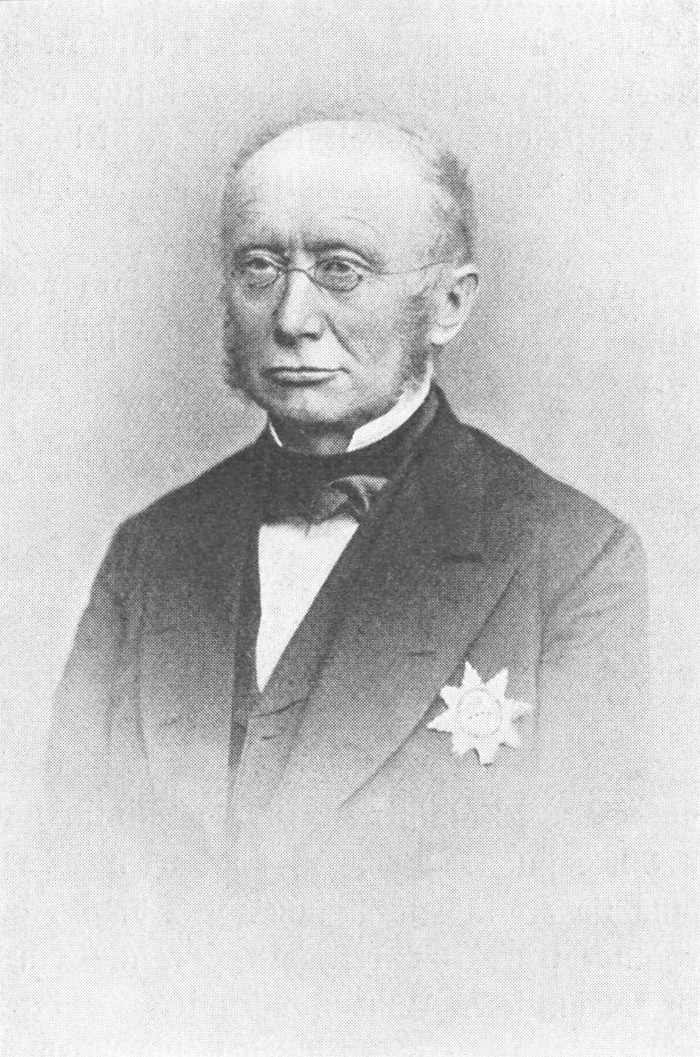
Ludwig Windthorst, 1872

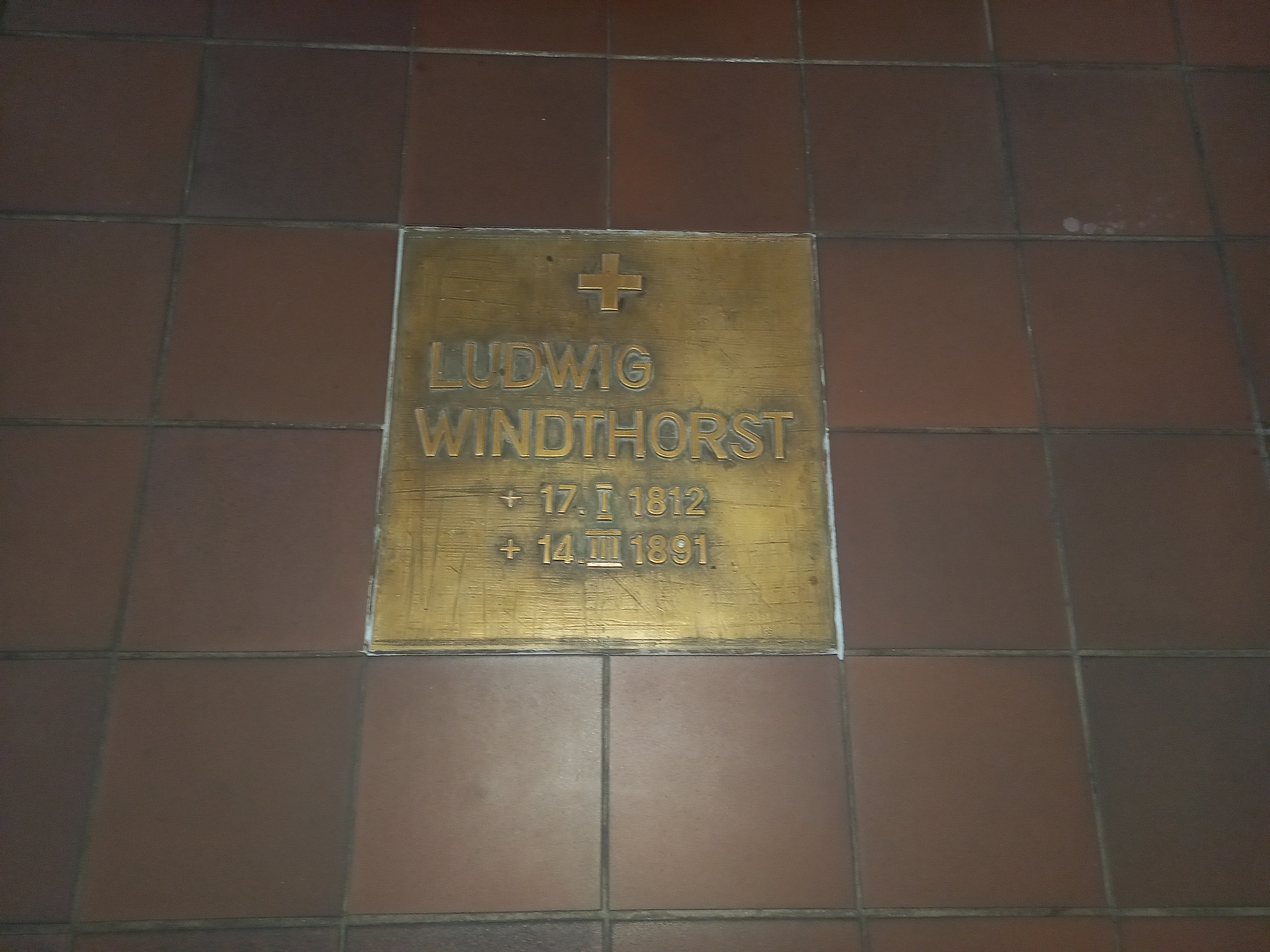
Das Grab von Ludwig Windthorst in der katholischen Kirche St. Marien in Hannover

Ludwig Joseph Ferdinand Gustav Windthorst (* 17. Januar 1812 auf Gut Caldenhof bei Ostercappeln bei Osnabrück; † 14. März 1891 in Berlin) war ein deutscher Politiker der katholischen Deutschen Zentrumspartei. Ursprünglich kam er aus dem Königreich Hannover, das 1866 von Preußen annektiert wurde. Im Norddeutschen Bund schloss der Abgeordnete Windthorst sich der Bundesstaatlich-Konstitutionellen Vereinigung an. Schließlich wurde er der bekannteste Politiker des Zentrums und ein Gegenspieler von Reichskanzler Bismarck.

## Jugend und Ausbildung

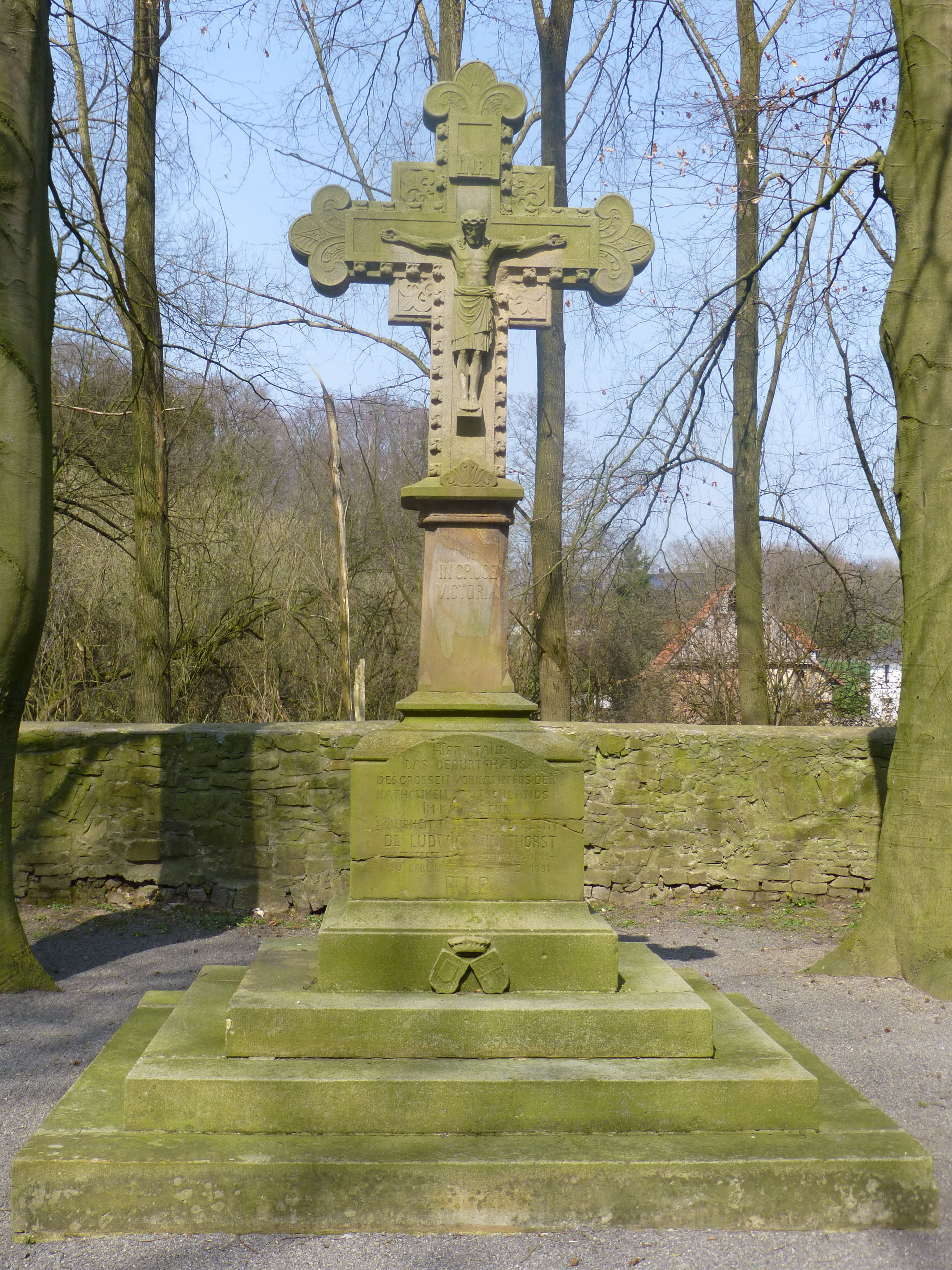
Gedenkstätte auf Gut Caldenhof

Ludwig Joseph Ferdinand Gustav Windthorst wurde am 17. Januar 1812 auf dem Gut Caldenhof geboren und am 20. Januar 1812 in der katholischen Kirche St. Lambertus in Ostercappeln getauft. Seine Eltern waren der promovierte Jurist und Rentmeister Franz Joseph Benedikt Windthorst (1774–1822) und dessen Ehefrau Klara Antoinette Josephine, geb. Niewedde (1787–1859). Windthorst wuchs in einer vom traditionellen Katholizismus geprägten Welt im protestantischen Welfenstaat Hannover auf und war als Mitglied der katholischen Kirche gesellschaftlich gesehen ein Außenseiter, dem der Zugang zu hohen Staatsämtern eigentlich verwehrt war. Aber Windthorst erwies sich im Verlaufe seiner Karriere als äußerst zäh, obwohl er auch auf dem persönlichen Sektor eher zu den Benachteiligten gehörte. Der einzige Sohn in der Familie war durch Kleinwüchsigkeit und einen im Verhältnis dazu übergroßen Kopf benachteiligt. Mit zehn Jahren verlor er seinen Vater Franz; seiner Mutter Klara gelang es aber, ihm durch ihre Einkünfte aus dem Rentmeisteramt auf dem Gut Caldenhof des Reichsfreiherren Droste zu Vischering eine angemessene Ausbildung zu bieten.

„Die Mutter Windthorsts gab ihrem Sohn beim Abschied aus dem Elternhaus ein silbernes Tintenfaß und eine silberne Feder mit den Worten: ‚Hier ist das Tintenfaß und die Feder deines verstorbenen Vaters. Wehe dir, wenn du sie je für etwas gebrauchst, was nicht wahr, edel und christlich ist!‘“

Die Benachteiligungen mögen seinen Charakter geprägt haben. Kämpferisch bis trotzig reagierte er oft auf die Urteile vermeintlich Stärkerer oder der Obrigkeiten. Als ihm ein Lehrer mangelndes Talent bescheinigte, erklärte er, dass er sich in jedem Falle durchsetzen wolle. Trotz anfänglicher Schwierigkeiten schloss er am Gymnasium Carolinum in Osnabrück als einer der Besten ab. Fleiß und Ehrgeiz wurden persönliche Attribute.
Nach dem Abitur 1830 studierte Windthorst in Göttingen und Heidelberg Rechtswissenschaften. In Göttingen traf er auf eine neue, protestantische und bildungsorientierte, teilliberale Welt und entwickelte sich zu einem aufgeklärten und liberalen Juristen. Er hatte aber Probleme, seinen traditionellen Glauben in Einklang mit den neuen geistigen Strömungen zu bringen. Er überwand diese Krise, indem er sich den Lehren des Bonner Theologen Georg Hermes zuwandte. 1834 wurde er Referendar in Osnabrück, 1836 ließ er sich dort als Rechtsanwalt nieder. Am 29. Mai 1838 heiratete er die sechs Jahre ältere Julie Engelen in Oedingberge. Aus der Ehe gingen vier Kinder, zwei Töchter und zwei Söhne, hervor. 1842 wurde er zum Vorsitzenden des Katholischen Konsistoriums zu Osnabrück ernannt. Die Osnabrücker Ritterschaft wählte ihn zum Syndikus. Bereits 1848 wurde er Richter am Oberappellationsgericht in Celle, dem höchsten Gerichtshof des Königreichs Hannover.

## Politiker in Hannover
Begünstigt durch seinen Fleiß und Ehrgeiz, aber auch durch seine Anpassungsfähigkeit an neue Situationen, rasche Auffassungsgabe und ein großes juristisches Talent stieg Windthorst nach seinem Studium rasch in höhere Ämter auf. Förderlich für seinen Aufstieg war auch, dass sich die Katholiken in Hannover etablierten. Während des Verfassungskonfliktes von 1837 blieben sie loyal zum hannoverschen Königshaus. Als die Revolution von 1848/49 Hannover erreichte, versuchte der König Ernst August sie durch Zugeständnisse abzufangen. Vor dem Hintergrund einer liberaleren politischen Wende wurde Windthorst, der die Revolution als Ausbruch proletarischer Massen fürchtete, 1849 für die „Groß- und echt-deutsche Partei“ vom Amt Iburg bei Osnabrück ins Abgeordnetenhaus des Königreichs Hannover gewählt, dessen Präsident er 1851 wurde. Sein Versuch, 1848 in die Frankfurter Nationalversammlung gewählt zu werden, scheiterte in drei Wahlkreisen, wobei er in einem durch Losentscheid, in einem weiteren durch einen Rückstand von zwei Stimmen verlor. Von 1851 bis 1853 und von 1862 bis 1865 bekleidete er das Amt des Justizministers und warb für eine österreichfreundliche Politik. Er führte in seiner Amtszeit wegweisende Reformen im Justizwesen ein. Der Zweiten Hannoverschen Kammer, der er 1851 für einige Zeit als Präsident vorstand, gehörte der erste katholische Minister des Königreichs Hannover von 1849 bis 1855 für den Kreis Iburg und von 1855 bis 1856 sowie von 1863 bis 1866 für die emsländische Stadt Papenburg an. 1857 wurde ihm die Annahme der Wiederwahl durch die Stadt Papenburg staatlicherseits verwehrt. Neben seiner Tätigkeit als Abgeordneter und Minister arbeitete Windthorst als Anwalt und wurde 1865 Kronoberanwalt in Celle.
Der Preuße Bismarck erkannte im hannoversch-welfischen Windthorst bereits während der 1850er Jahre einen politischen Gegner. Für ihn repräsentierte Windthorst vieles, was er als Gegenpol zu Preußen begriff: katholisch-ultramontan, liberal, demokratisch, föderalistisch und ein Freund Österreichs. Bismarck übte Druck auf König Georg V. aus und überzeugte ihn, das in seinen Augen liberal-demokratische Kabinett, an dem Windthorst von 1851 bis 1853 beteiligt war, zu entlassen. Zur Genugtuung Bismarcks setzte nach Windthorsts Entlassung eine Zeit der Reaktion mit polizeistaatlichen Mitteln ein. Windthorst wurde schließlich der Sitz in der Zweiten Kammer verweigert. Diesen Eingriff Bismarcks in die hannoversche Politik vergaß Windthorst nicht. Noch Jahrzehnte später machte er Bismarck für die Willkürpolitik der späten 1850er Jahre mitverantwortlich.
Obwohl auch das Verhältnis zwischen dem hannoverschen König und Windthorst von dieser Zeit an immer angespannt war – der König hielt ihn für einen verschlagenen, jesuitischen und liberalen Politiker, der gegen das monarchische Prinzip arbeitete – war Georg V. doch von Windthorsts nationaler Gesinnung und seiner Bereitschaft, zwischen den Interessen Preußens und Österreichs selbstständige Politik zu betreiben, überzeugt. Als die Situation in Deutschland sich immer mehr zu Gunsten Preußens verschob, ernannte er ihn 1862 noch einmal zum Justizminister mit der Hoffnung, sich gegen die bismarcksche Politik durchsetzen zu können. Als Windthorst aber liberale Reformen einleitete, entzog ihm Georg V. 1865 das zweite Mal sein Vertrauen. Über seine Entlassung war Windthorst verärgert. Dem König und der neuen Regierung traute er nicht zu, sich gegen Preußen durchsetzen zu können.

## Im Norddeutschen Bund
Im Sommer 1866 kämpfte der Deutsche Bund gegen Preußen und dessen Verbündete. Das siegreiche Preußen annektierte mehrere seiner Kriegsgegner, darunter auch das Königreich Hannover. Windthorst betrachtete dies als politisches wie persönliches Unglück. Nicht das Recht, sondern die Macht hatte in seinen Augen entschieden. Nach der Annexion Hannovers zog Windthorst sich aber, im Gegensatz zu vielen anderen hannoverschen Politikern, nicht in das Privatleben zurück. Von August 1867 an saß er als Abgeordneter für den Wahlkreis Meppen-Aschendorf-Hümmling-Bentheim-Lingen im Reichstag des Norddeutschen Bundes und ebenso bis zu seinem Tod für den Wahlkreis Meppen-Aschendorf-Hümmling im Preußischen Abgeordnetenhaus. Zudem arbeitete er als Rechtsberater und Beauftragter des durch Preußen abgesetzten Königs Georg V.
Im Reichstag schloss Windthorst sich der Bundesstaatlich-konstitutionellen Vereinigung an, in der er abgesehen von Hermann von Mallinckrodt der einzige Katholik war. Der Verein war föderalistisch und stand im Gegensatz zu Bismarck und den Liberalen. Trotzdem konnte er in vielen Punkten mit den Liberalen zusammenarbeiten. Windthorst bemühte sich, ein unabhängiges Parlament zu schaffen, und sprach sich für Abgeordnetendiäten aus. Auch setzte er sich für die Interessen der katholischen Kirche ein, blieb im Preußischen Abgeordnetenhaus aber fraktionslos und schloss sich nicht einer dort noch bestehenden katholischen Zentrumspartei an. Als Mitglied des Norddeutschen Reichstags gehörte Windthorst automatisch auch dem Zollparlament an. In den süddeutschen Staaten waren die Gegner der kleindeutschen und bismarckschen Deutschlandpolitik stark vertreten. Viele süddeutsche Abgeordnete schlossen sich im Zollparlament der Süddeutschen Fraktion zusammen, der auch der Norddeutsche Windthorst als Hospitant beitrat.
In allen drei Parlamenten galt Windthorst bald als Persönlichkeit einer oppositionellen Bewegung und war Bismarcks erklärter Gegner, auch wenn Bismarck sich zu dieser Gegnerschaft nicht öffentlich bekannte. Nur gegenüber Vertrauenspersonen äußerte sich Bismarck offen über Windthorst.

## Gegner Bismarcks

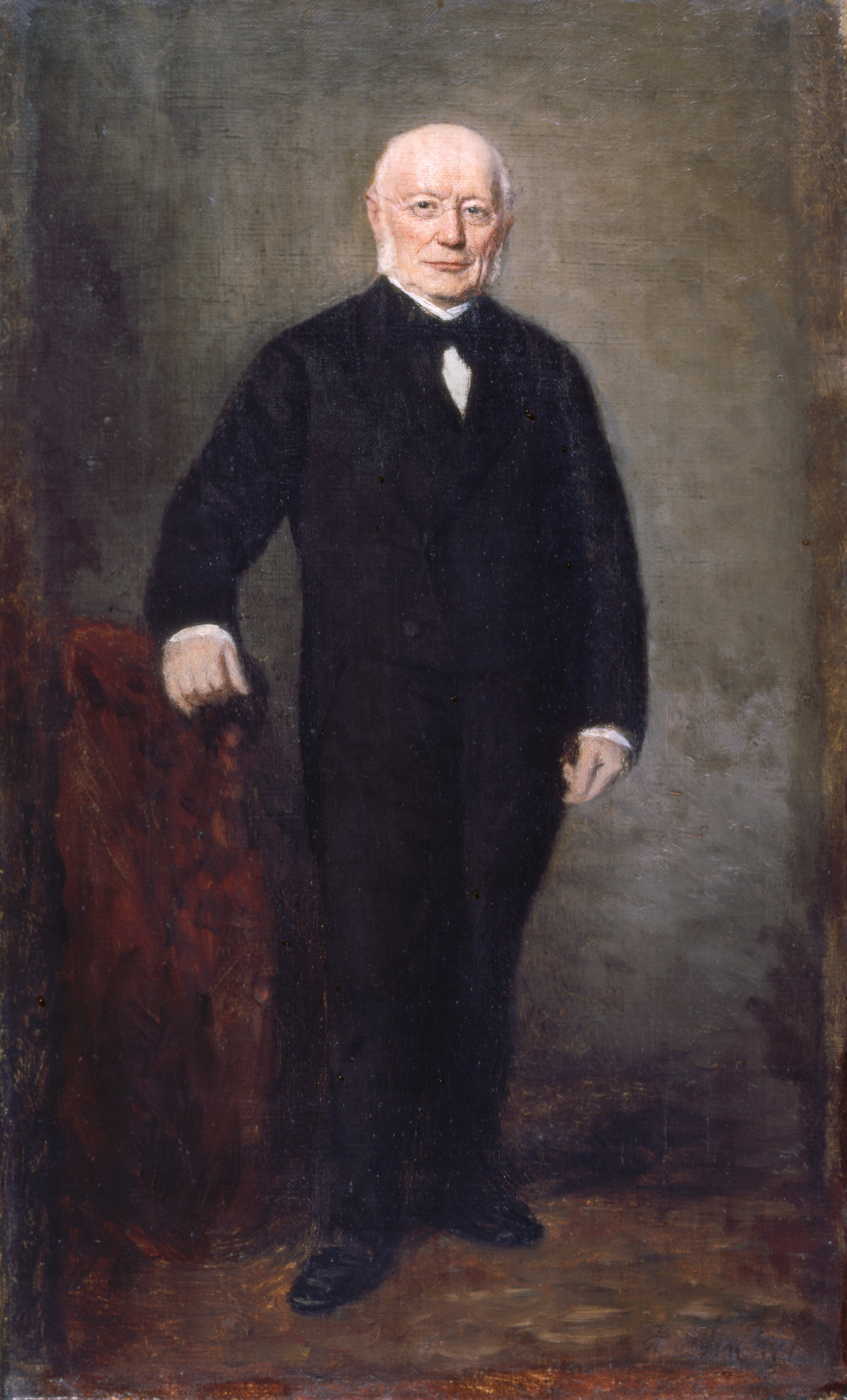
Ludwig Windthorst im Frack;
Ölgemälde Heinrich Johann Sinkels, um 1880

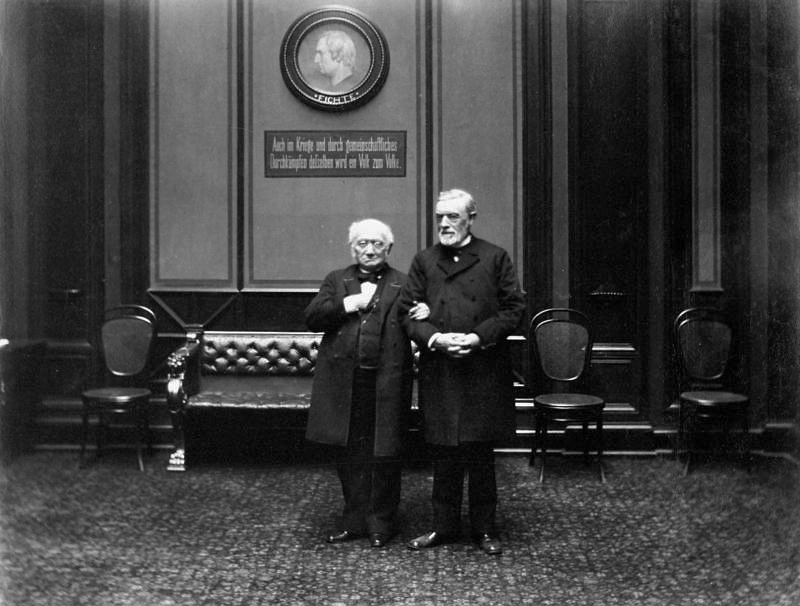
Windthorst (links) um 1889 im Deutschen Reichstag

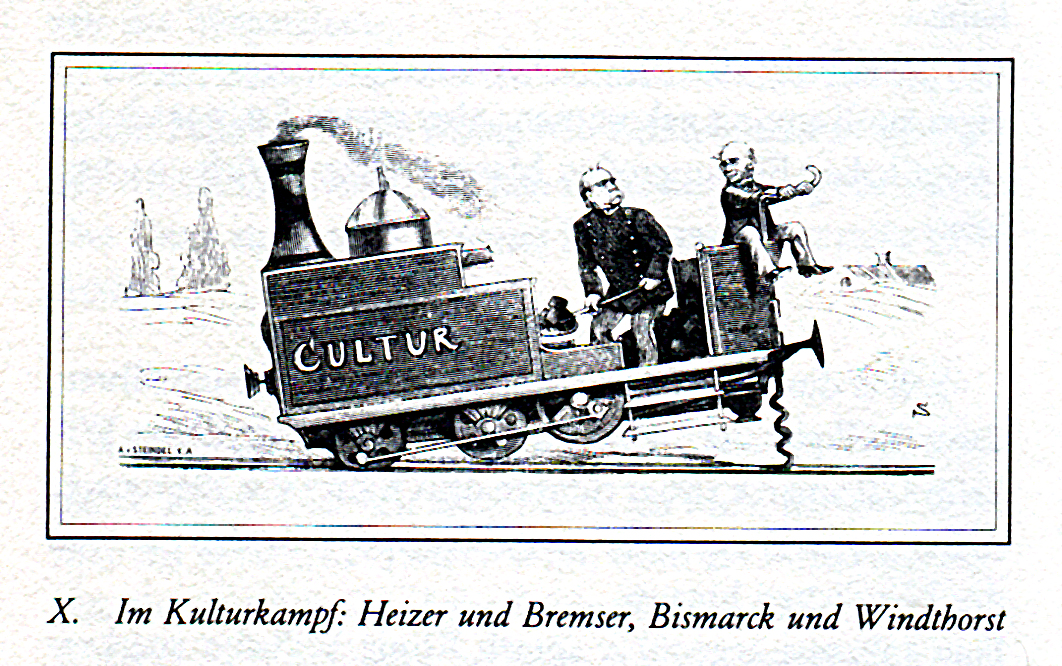
Karikatur Bismarcks und Windthorsts als „Heizer und Bremser“ im Kulturkampf

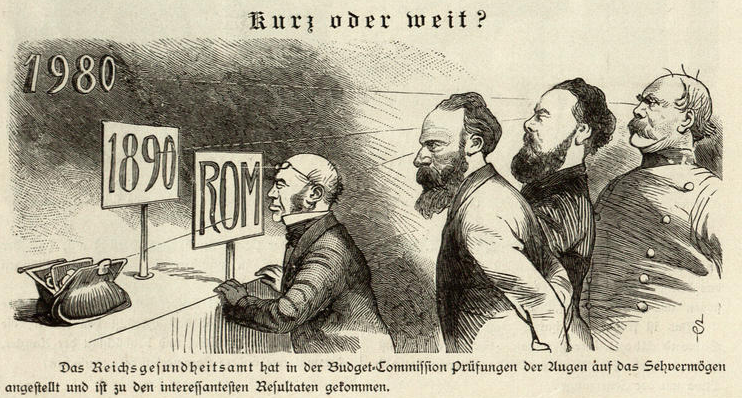
Windthorsts kurzsichtige Fixierung auf „Rom“ im Kontrast zu Bismarcks vorgeblicher politischer Weitsicht, Karikatur aus dem Kladderadatsch, 1884

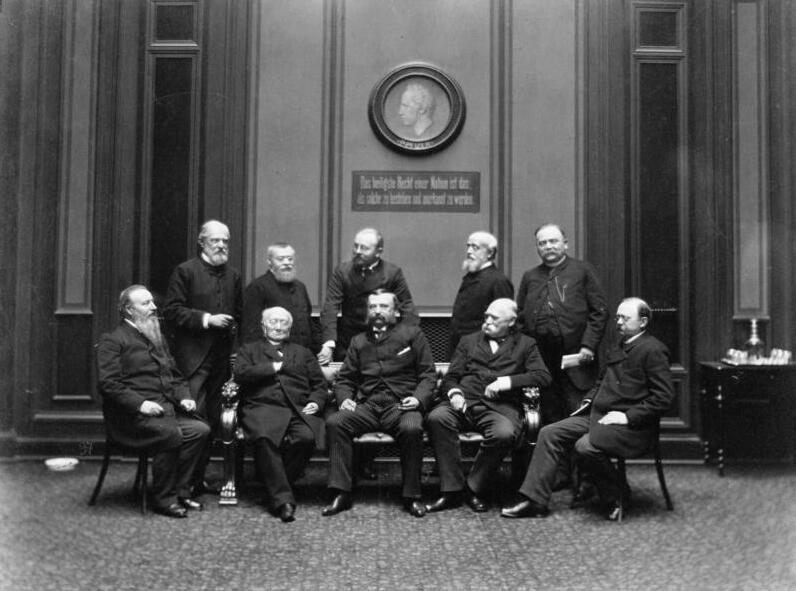
Mitglieder des Reichstages (1.Reihe-sitzend v. l. n. r.: Paul Letocha, Ludwig Windthorst, Johann Anton von Chamaré, Anton von Dejanicz-Gliszczynski, Albert Horn 2.Reihe-stehend-v.l.nr.: Friedrich von Praschma, Philipp Schmieder, Felix Porsch, Clemens Heereman von Zuydwyck, Julius Szmula)

Dem Deutschen Reich von 1871 brachte Windthorst großes Misstrauen entgegen. Dieser Staat, durch Kriege hervorgebracht, musste seiner Überzeugung nach auch wieder in Kriegen untergehen. Als sich die Zentrumspartei gründete, hielt er sich zunächst zurück, auch weil er fürchtete, er könne die neue Partei mit seinem Engagement für den ehemaligen hannoverschen König Georg V. belasten, trat ihr aber im Januar 1871 bei. Er hielt aber weiterhin enge persönliche Fühlung zu den parlamentarischen Vertretern der welfischen Deutsch-Hannoverschen Partei, die als Lutheraner dem Zentrum nur als Hospitanten beitraten und in Hannover zu seinen Lebzeiten bei den Reichstagswahlen stets Wahlbündnisse mit dem Zentrum eingingen.
Windthorst kandidierte für den Wahlkreis Meppen-Lingen-Bentheim, der die heutigen Landkreise Emsland und Grafschaft Bentheim umfasste, und wurde von 1871 an bis zu seinem Tod 1891 acht Mal in den Deutschen Reichstag gewählt. Als Abgeordneter im Reichstag und im Preußischen Abgeordnetenhaus machte er sich vor allem im Kulturkampf, den Bismarck gegen den Einfluss der katholischen Kirche führte, als äußerst fähiger Redner einen Namen und stieg, ohne offiziell ein Fraktionsamt innezuhaben, zum führenden Repräsentanten der Zentrumspartei und des deutschen Katholizismus auf. Windthorst gilt als der parlamentarische Gegenspieler Bismarcks schlechthin und fand ebenso in Gustav von Goßler einen Gegenspieler. Daher versuchte auch Bismarck immer wieder, durch verschiedene Maßnahmen, zum Beispiel durch die heimliche Förderung von Presseorganen, Windthorsts Wahl im Emsland zu erschweren oder zu verhindern. Dennoch wurde der Katholik vom Kreis Lingen 1884 auch in den hannoverschen Provinziallandtag gewählt, in den er 1885 einzog.
Vehement setzte sich Windthorst während des Kulturkampfes für eine religiöse Grundlage des Schulwesens und eine Gleichberechtigung aller Minderheiten, so auch für die Rechte der Juden und Polen, ein. Aus demselben Grund opponierte er zudem gegen das Sozialistengesetz, obwohl er die Sozialisten zugleich wegen ihrer antireligiösen Politik bekämpfte. Heute sind deshalb mehrere (nicht nur katholische) Schulen in Deutschland nach Ludwig Windthorst benannt.
Vor allem Windthorsts, ausdrücklich als Privatperson gehaltene, Rede 1880 im Abgeordnetenhaus wird von Olaf Blaschke als „‚Glanzlicht‘ der katholischen Abwehr gegen den Antisemitismus“ bezeichnet. Blaschke schränkt jedoch ein, dass Windthorst das Thema auch für katholische Interessen „instrumentalisiert“ habe, u. a. mit den Worten: „Keine Judenhetze, aber auch keine Christenhetze, vor allem auch nicht eine Katholikenhetze.“ Außerdem weise auch diese Rede „noch typische Elemente der judenfeindlichen Argumentation des Ultramontanismus“ auf, wie etwa Windthorsts Überzeugung, dass es nicht zu dieser Debatte gekommen wäre, „wenn ein Teil unserer jüdischen Mitbürger nicht die Veranlassung dazu gegeben hätte“. Ferner habe im Kulturkampf „die überwiegende Mehrzahl jüdischer Literaten eine […] sehr feindliche Stellung eingenommen“. Die empfundene Entchristlichung wolle er allerdings „nicht den Juden als solchen“ anrechnen, sondern nur dem ungläubigen Teil, zusammen mit den ungläubigen Christen, mithin allen liberalen Kulturkämpfern.
Während des Kulturkampfes brach die über Jahrzehnte schwelende Gegnerschaft zwischen beiden Männern offen aus. Bismarck rechnete Windthorst zu den Reichsfeinden und behauptete, er würde mit anderen mit diesem Schmähwort belegten Parteien unter einer Decke stecken, namentlich mit Welfen, Sozialdemokraten, Polen und Elsass-Lothringern. 1885 beklagte er sich in einem Brief über „Windthorst und seine reichsfeindlichen Verschwörungen“. Windthorst erhielt für den Reichskanzler dabei einen fast existentiellen Stellenwert in dessen Seelenhaushalt. So bemerkte Bismarck in einem Gespräch mit dem Abgeordneten Christoph von Tiedemann und dem Historiker Heinrich von Sybel in Berlin, 25. Januar 1875 einmal: „Haß ist aber ein ebenso großer Sporn zum Leben, wie Liebe. Mein Leben erhalten und verschönern zwei Dinge: meine Frau und – Windthorst. Die eine ist für die Liebe da, der andere für den Haß.“ Dieser sonderbare Rang, den Windthorst für Bismarck einnahm, offenbart, dass der Konflikt von Seiten Bismarcks oft die sachliche Ebene verließ.
Aber auch Windthorst scheint in diesem parlamentarischen Meinungsstreit mit dem Kanzler mehr als nur Sachfragen ausgetragen zu haben. Er verstand es, Bismarck zu provozieren, und der Reichskanzler hatte oft große Mühe, die Angriffe des Zentrumsführers, der ihm an parlamentarischer Gewandtheit mindestens ebenbürtig war, abzuwehren. Trotz aller regierungsamtlichen Bemühungen votierten die Emsländer mit außergewöhnlicher Geschlossenheit und mit einer reichsweit ungewöhnlich hohen Wahlbeteiligung für Windthorst, selbst dann, wenn die Regierungsparteien die Wahlen dort wegen der Aussichtslosigkeit gouvernementaler Kandidaten boykottierten.
In nahezu allen Einzelfragen wie auch in der allgemeinen Weltanschauung präsentierte sich Windthorst als Antagonist der bismarckschen Politik. Es war die Omnipotenz des Staates bzw. Bismarcks, die Windthorst veranlasste, gegen diesen Kanzler zu opponieren. Bismarcks Politik war auf Abgrenzung ausgerichtet, Abweichungen wurden von ihm entweder für die eigenen Interessen genutzt oder bekämpft. Windthorst dagegen bezog unterschiedliche Positionen ein und wurde so zur zentralen Identifikationsfigur der Zentrumspartei. Er war eben nicht nur Katholik, sondern auch Föderalist, Rechtsstaatler und überzeugter Parlamentarier. In Bezug auf die polnische Frage präsentierte er sich in begrenztem Maße als eine Art früher Völkerrechtler.
Windthorst war Mitglied und Gründer vieler katholischer Vereine. So wurde er 1871 Ehrenmitglied des Katholischen Lesevereins (später KStV Askania) im Kartellverband katholischer deutscher Studentenvereine, 1872 Mitglied im Verband der wissenschaftlichen katholischen Studentenvereine Unitas und Ehrenmitglied der KDStV Winfridia Breslau im Cartellverband der katholischen deutschen Studentenverbindungen und 1887 Ehrenmitglied der KÖStV Austria Wien. Einen besonders engen Kontakt pflegte er an seinem Wohnort Hannover zur dort bestehenden KV-Verbindung AV Gothia. Noch kurz vor seinem Tod gründete er den Volksverein für das katholische Deutschland, der zur bedeutendsten katholischen Massenorganisation im Kaiserreich heranwuchs und nach 1933 von den Nationalsozialisten verboten wurde.
Bereits 1882 wurde Windthorst durch Vincenzo Bracco, den Lateinischen Patriarchen von Jerusalem und Großmeister des Ritterordens vom Heiligen Grab zu Jerusalem als Großkreuzritter in den Ritterorden vom Heiligen Grab zu Jerusalem investiert.

## Politische Bewertung
Otto von Bismarck urteilte 1890 folgendermaßen: „Es gibt nicht zwei Seelen in der Zentrumspartei, sondern sieben Geistesrichtungen, die in allen Farben des politischen Regenbogens schillern, von der äußersten Rechten bis zur radikalen Linken. Ich für meinen Teil bewundere die Kunstfertigkeit, mit welcher der Kutscher des Zentrums all diese auseinanderstrebenden Geister so elegant zu lenken versteht.“ Golo Mann erachtete den Vorsitzenden der katholischen Zentrumspartei Ludwig Windthorst als den „genialste[n] Parlamentarier, den Deutschland je besaß“. Lothar Gall benannte Windthorst in seinem Standardwerk zum Leben und Wirken Bismarcks als den „wohl bedeutendsten parlamentarischen Führer des politischen Katholizismus im 19. Jahrhundert“. Jonathan Steinberg  schreibt in seiner Bismarck-Biografie: „Die Beharrlichkeit, Integrität und Courage, mit denen Windthorst gegen Bismarcks Autoritarismus und Rechtsverletzungen kämpfte, häufig entgegen den reaktionären Instinkten seiner eigenen Parlamentsfraktion, würden es verdienen, dass er in der heutigen Bundesrepublik Deutschland bekannter wäre und in höheren Ehren gehalten würde, als es der Fall ist.“

## Tod und Nachleben

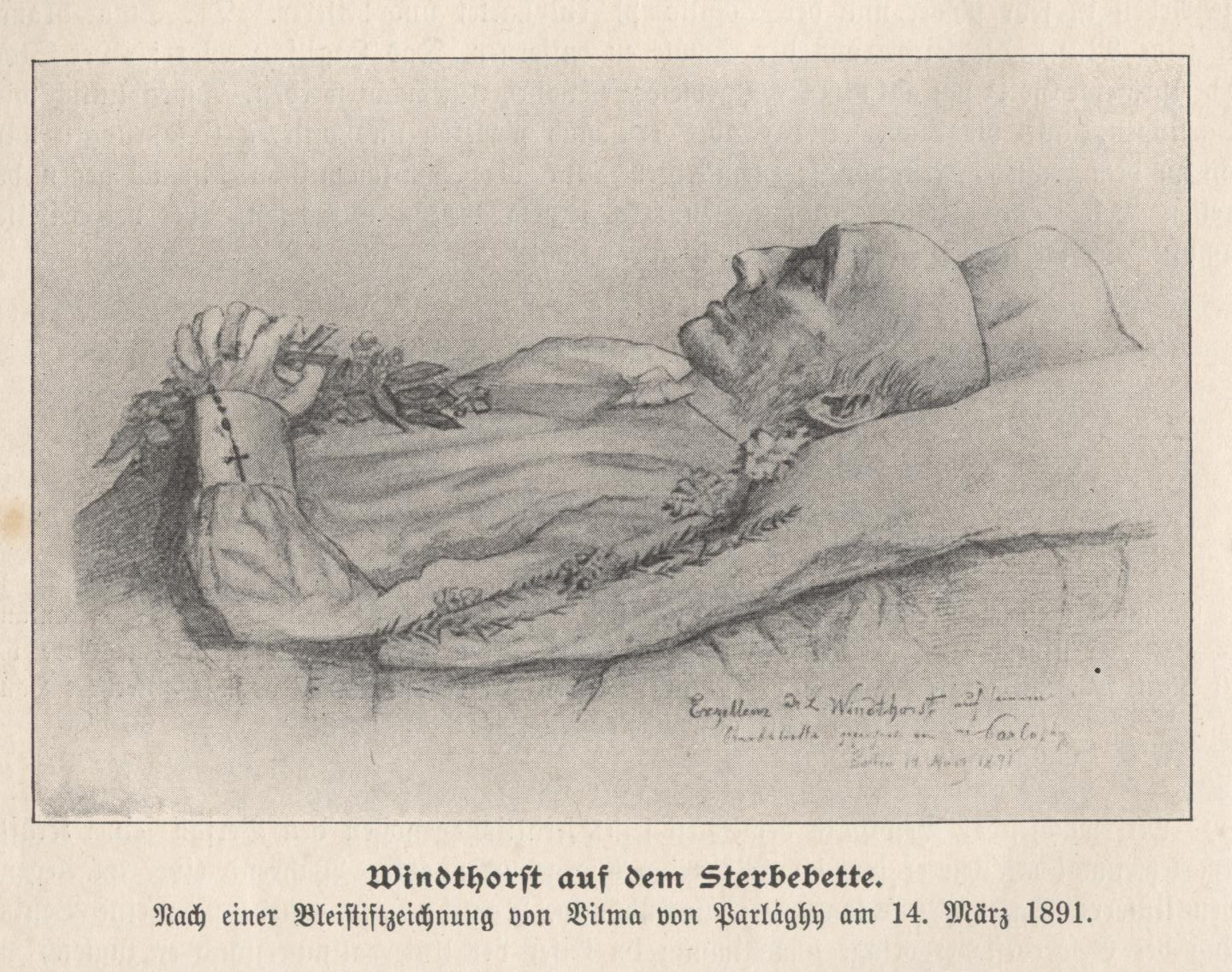
Ludwig Windthorst auf dem Sterbebett, 1891

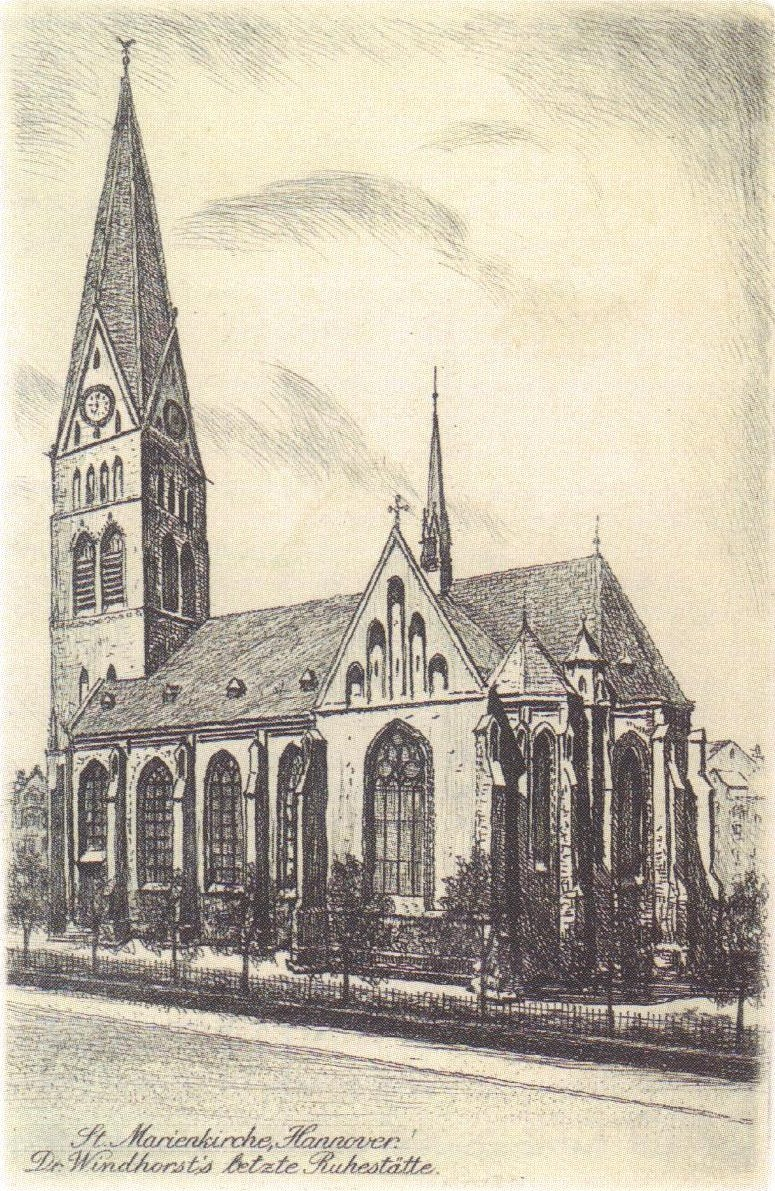
Postkarte der Marienkirche in Hannover mit Aufschrift Dr. Windhorst’s letzte Ruhestätte

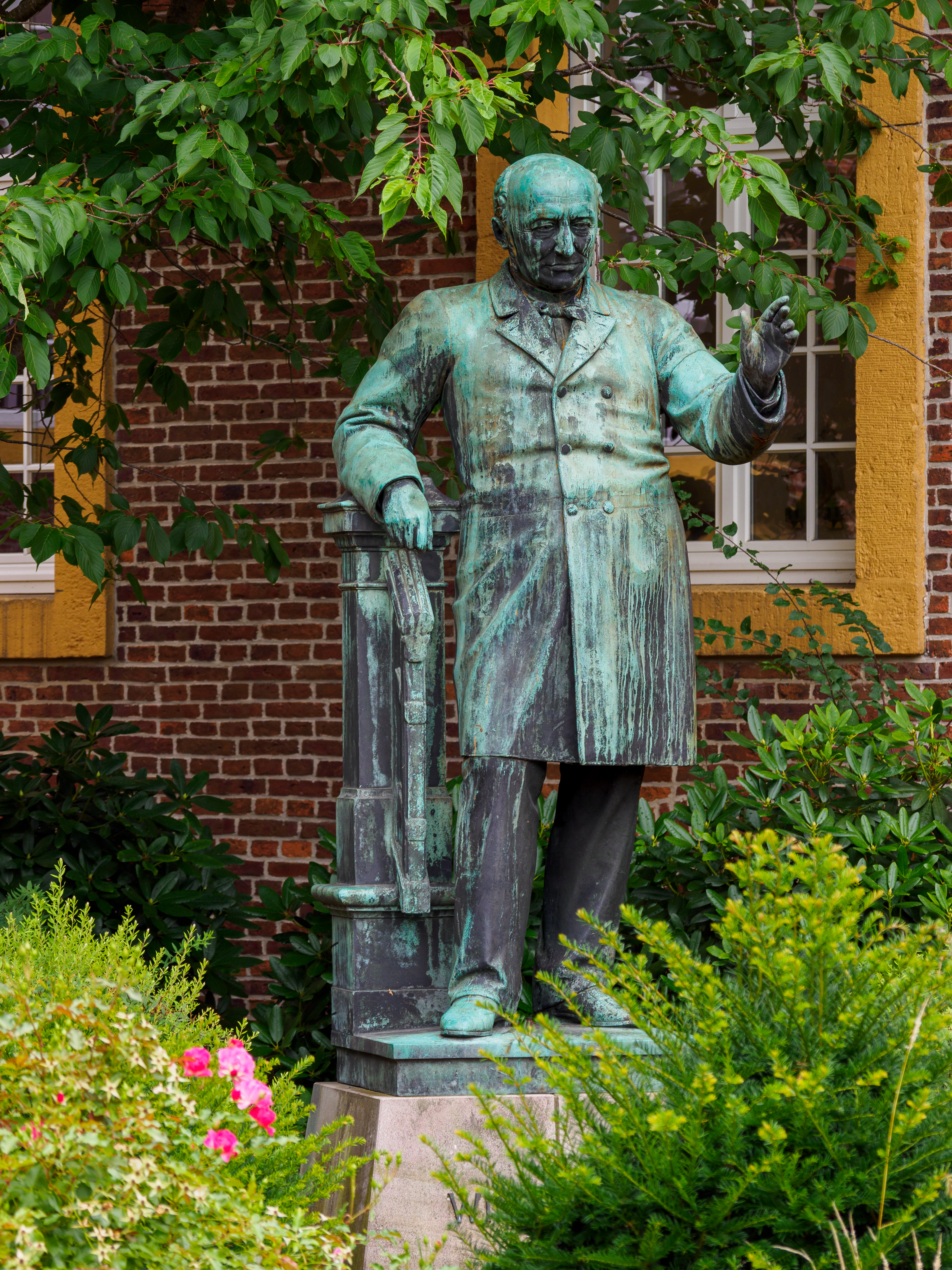
Windthorst-Statue beim Windthorst-Gymnasium Meppen

Windthorst starb am 14. März 1891 in Berlin an einer Lungenentzündung. Zwei Tage zuvor wurde der Schwerkranke noch persönlich von Kaiser Wilhelm II. in seiner Wohnung besucht. Otto von Bismarck meinte dazu, die amtliche Ehrung des wunderlichen „preußischen“ Heiligen sei nach dessen Tode bis zur Apotheose gesteigert worden.
Windthorsts Grab befindet sich in der St.-Marien-Kirche in Hannover. Sein Nachfolger als Reichstagsabgeordneter wurde sein Landsmann und zeitweiliger Mitarbeiter, der Jurist Carl Brandenburg, der bereits Mitglied des Preußischen Abgeordnetenhauses war. Nach dem Tod Brandenburgs vertrat Windthorsts Neffe Carl Friedrich Engelen den reichsweit bekannten Wahlkreis Meppen. Im Emsland war Windthorst bis 1933 eine wichtige Integrationsfigur im katholischen Milieu, und seine Politik und sein Andenken wurden dort oft in Wahlkämpfen beschworen, so insbesondere im März 1933.

## Ehrungen

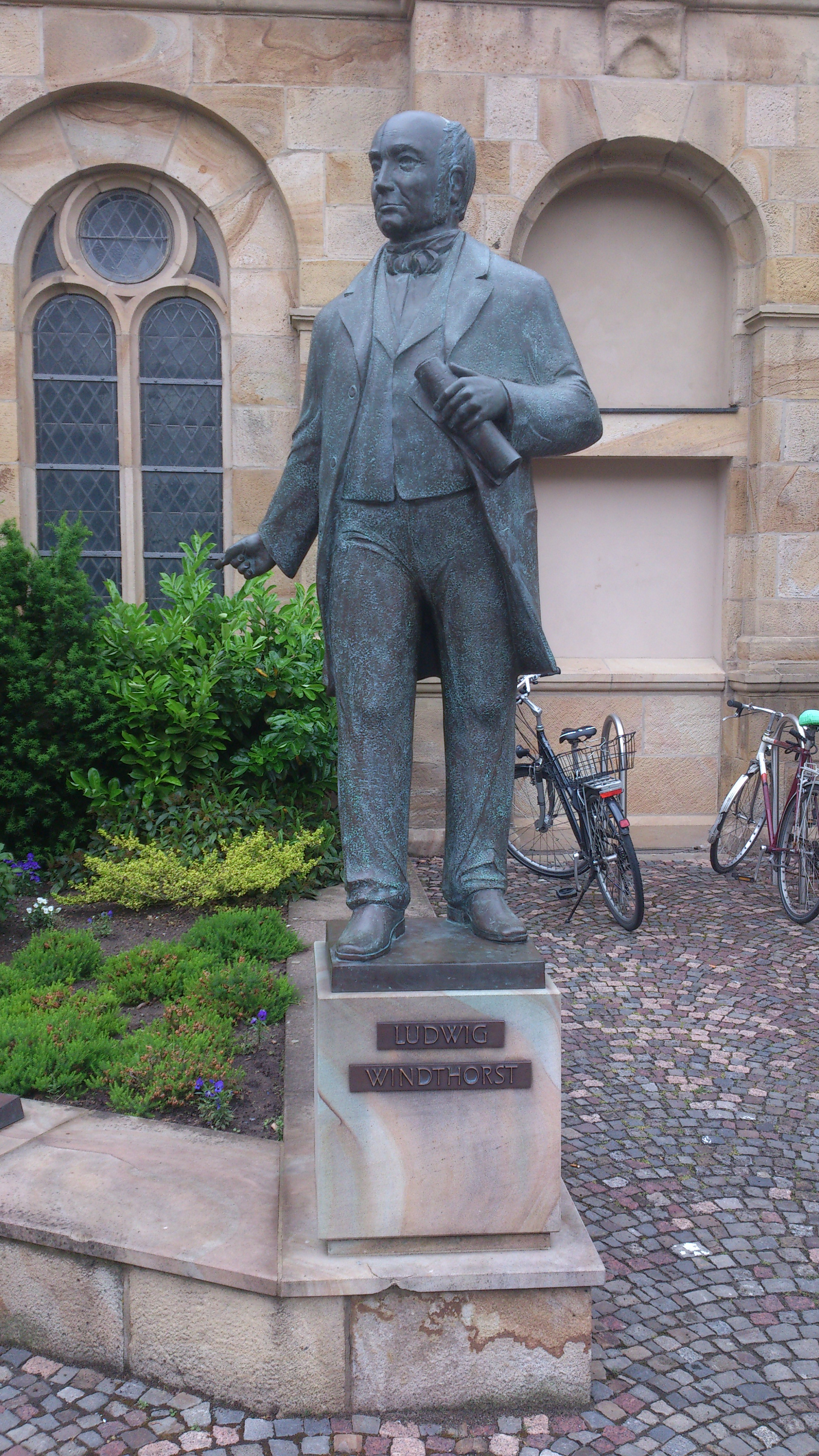
Windthorst-Denkmal neben dem Osnabrücker Dom

- Großkomtur des päpstlichen St. Gregoriusordens
- Österreichischer Orden von der eisernen Krone
- Baierischer Verdienstorden vom Heiligen Michael
- Hannoverscher Guelphen-Orden

Nach Windthorst ist der Windthorstbund, die Jugendorganisation des Zentrums, benannt. Die Ludwig-Windthorst-Stiftung mit Sitz in Lingen-Holthausen trägt die politischen, gesellschaftlichen und religiösen Anliegen des Zentrumspolitikers u. a. durch Nachwuchsförderung im Ludwig-Windthorst-Arbeitskreis in die heutige Zeit. Seinen Namen tragen daneben:
- die Stadt Windthorst in Texas,
- die ehemalige Trappistensiedlung Windthorst, heute Nova Topola, ein Ortsteil der Gemeinde Gradiška in Bosnien und Herzegowina[16],
- das Windthorst-Gymnasium Meppen,
- die Schule in seinem Geburtsort Ostercappeln,
- die Ludwig-Windthorst-Schule Hannover (Haupt- und Realschule in Trägerschaft des Bistums Hildesheim),
- das Ludwig-Windthorst-Haus als Katholisch-Soziale Akademie des Bistums Osnabrück,
- das Ludwig-Windthorst-Haus im Katholischen Internationalen Zentrum Hannover (KIZH) des Bistums Hildesheim sowie
- Straßen in Karlsruhe, Pforzheim, Münster, Frankfurt am Main, Osnabrück, Erfurt und vielen anderen Städten und Orten.

An der Stelle seines Geburtshauses auf Gut Caldenhof befindet sich heute eine Gedenkstätte. Am Schwarzen Bären in Göttingen ist eine Gedenktafel für den Politiker angebracht. Eine Gedenktafel auf dem Vorplatz der Wallfahrtskirche Maria Hilf in Amberg erinnert an Windthorsts Auftritt auf dem Amberger Katholikentag des Jahres 1884. Die Stadt Amberg hat außerdem die Windthorststraße nach Ludwig Windthorst benannt, dem sie am 6. September 1884 das Ehrenbürgerrecht verlieh. Die St.-Ludwig-Kirche in Berlin-Wilmersdorf wurde ihm zu Ehren nach seinem Namenspatron benannt.

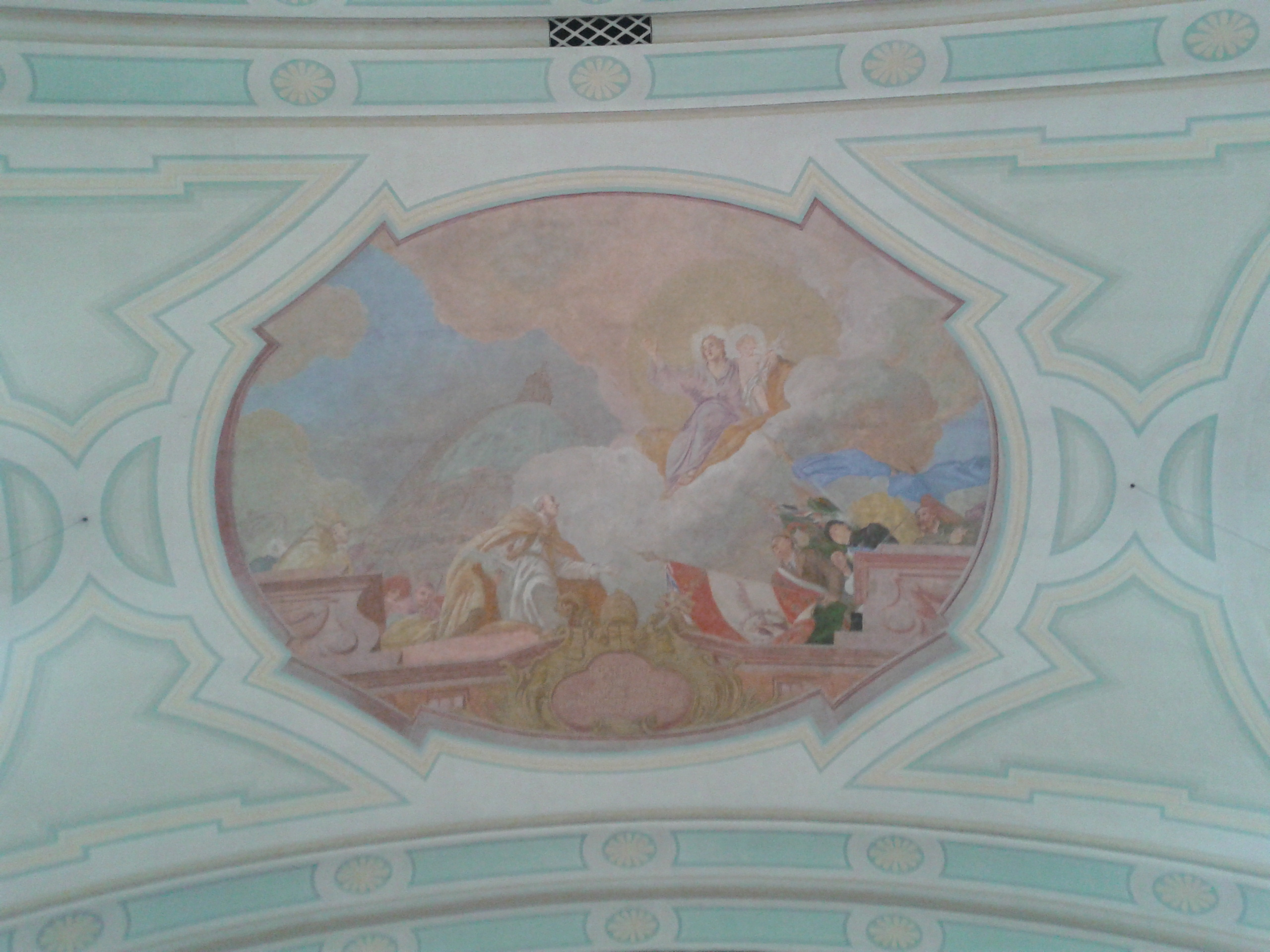
Deckengemälde in der Stadtpfarrkirche St. Josef, Reinhausen: Papst Pius IX. erklärt den heiligen Josef zum Schutzherrn der katholischen Kirche; ihm sind der „Arbeiterbischof“ Ketteler von Mainz, die Regensburger Studentenvereine und der Zentrumsvorsitzende Windthorst beigesellt.

Die in den 1880er Jahren für ihn errichtete Hildesheimer Villa hat Windthorst nie bewohnt.
Die Ausstellung „Das Parlament – 45 Leben für die Demokratie“ im Deutschen Bundestag würdigte Ludwig Windthorst 2019 als einen der wichtigsten Demokraten der deutschen Geschichte.

## Schrifteditionen
- Ludwig Windthorst. 1812–1891. Herausgegeben und erläutert von Hans-Georg Aschoff (= Beiträge zur Katholizismusforschung. Reihe A: Quellentexte zur Geschichte des Katholizismus, Band 9). Schöningh, Paderborn, München, Wien und Zürich 1991, ISBN 3-506-70869-4.
- Ausgewählte Reden. Band 1 (2., verbesserte Auflage, Nachdruck der Ausgabe des Wehberg-Verlags, Osnabrück 1903). Olms, Hildesheim, Zürich und New York 2003, ISBN 3-487-12007-0.
- Ausgewählte Reden. Band 2 (Nachdruck der Ausgabe des Wehberg-Verlags, Osnabrück 1902). Olms, Hildesheim, Zürich und New York 2003, ISBN 3-487-12008-9.
- Ausgewählte Reden. Band 3 (Nachdruck der Ausgabe des Wehberg-Verlags, Osnabrück 1902). Olms, Hildesheim, Zürich und New York 2003, ISBN 3-487-12009-7.
- Briefe. Band 1: 1834–1880. Bearbeitet von Hans-Georg Aschoff und Heinz-Jörg Heinrich (= Veröffentlichungen der Kommission für Zeitgeschichte. Reihe A: Quellen, Band 45). Schöningh, Paderborn, München, Wien und Zürich 1995, ISBN 3-506-79885-5.
- Briefe. Band 2: 1881–1891. Um einen Nachtrag mit Briefen von 1834 bis 1880 ergänzt. Bearbeitet von Hans-Georg Aschoff und Heinz-Jörg Heinrich (= Veröffentlichungen der Kommission für Zeitgeschichte. Reihe A: Quellen, Band 47). Schöningh, Paderborn, München, Wien und Zürich 2002, ISBN 3-506-79888-X.